# シンガポール工科デザイン大学
シンガポール工科デザイン大学（シンガポールこうかデザインだいがく Singapore University of Technology and Design、略称SUTD）は、シンガポールのタンピネス地区にある国立大学である。シンガポール国内では4番目に設立された国立大学で、理工系大学では、ナンヤン理工大学(NTU)に次いで2番目に設置された。
アメリカの理工系大学の最高峰であるマサチューセッツ工科大学(MIT)をモデルとした分野横断型の学術的アプローチを取る先進的なカリキュラムを採用している。MITと提携しており、カリキュラムの共同開発、MIT教授陣による授業、交換留学などを行っている。テクノロジーとデザインの分野における実学メインの授業は高い評価を受けており、新しい大学ながら卒業生の平均年収は国内トップ校のシンガポール国立大学(NUS)を凌ぐ。QS世界大学ランキング2024で429位となっている。
東南アジアのハブ空港で国際的にも名高いチャンギ国際空港の近くのタンピネス地区にキャンパス（アッパーチャンギMRT駅に直結）は位置しており、国際交流が活発である。

## 歴史
マサチューセッツ工科大学 (MIT) の教授であったトーマス L. マグナンティを初代学長として迎え、シンガポール政府により、2012年に新しく国立工科大学として創設された。

## 学部
- デザイン・人工知能学部（DAI）
- 情報システム技術・デザイン学部（ISTD）
- 建築・サステナブルデザイン学部（ASD）
- エンジニアリングシステム・デザイン学部（ESD）
- エンジニアリング製品開発学部（EPD）
- 人文・社会科学部（HASS）

学生数は約13,000人であり、MIT–SUTDデュアル修士号プログラムを製造工学、サプライチェーン管理、土木環境工学分野などで提供している。また、テクノロジーと経営学分野におけるSUTD-SMU(シンガポール経営大学)デュアル学位プログラム(SUTD-SMU DDP)も提供している。
2022年に東南アジア初の物理的な6G研究開発ラボ「FCC(Future Communications Connectivity) Lab」（シンガポール情報通信メディア開発局IMDAとSUTD・AIメガセンターの共同）を立ち上げており、AI活用の研究を強化している。

## 日本の学生交流協定校
- 東京工業大学
- 大阪工業大学
- 京都工芸繊維大学
- 千葉大学

## 出身者

### 教員
- トーマス L. マグナンティ - 初代学長、元マサチューセッツ工科大学(MIT)工学部学部長・教授。
- チョン・トウ・チョン - 第2代学長、マサチューセッツ工科大学(MIT) PhD。元シンガポール国立大学(NUS)電気・計算工学科教授。元シンガポール科学技術研究庁(A*STAR)エグゼクティブ・ディレクター。東京工業大学出身[1]。
- プーン・コック・クァン - 第3代学長、コーネル大学PhD。元シンガポール国立大学(NUS)副学長・土木環境工学科教授。フンボルト賞2018受章。
- アシュラフ・カシム(Ashraf Kassim) - 教授、カーネギーメロン大学(CMU) PhD。元シンガポール国立大学(NUS)教授。
- チュア・チー・カイ(Chua Chee Kai ) - 教授、元ナンヤン理工大学(NTU)教授。
- スティリアノス・ドリツァ(Stylianos Dritsa) - 准教授、元マサチューセッツ工科大学(MIT)リサーチフェロー。元ハーバード大学デザイン大学院(GSD)客員教授。
- フレデリック・ピーター・オルトナー(Frederick Peter Ortner) - 准教授。ハーバード大学デザイン大学院(GSD) M.Arch・スイス連邦工科大学ローザンヌ校(EPFL) PhD。
- イマヌエル・コー(Immanuel Koh) - 准教授。AAスクール M.Arch・スイス連邦工科大学ローザンヌ校(EPFL) PhD。

### 卒業者
- ヤム・クム・ウェン(Yam Kum Weng) - チャンギエアポートグループ(CAG)エグゼクティブ・バイスプレジデント。